# Encuentros inesperados
Encuentros inesperados fue un programa de televisión español de charlas presentado por Mamen Mendizabal. El espacio, producido por Producciones del Barrio, se emitió en La Sexta entre el 10 de marzo y el 19 de mayo de 2022.

## Formato
El programa pondrá cara a cara, por sorpresa, a personas que sería difícil imaginar compartiendo el mismo espacio y debatiendo temas que preocupan a la sociedad. Políticos, cantantes, deportistas, periodistas se sentarán juntos para charlar sobre la religión, el amor o el sexo entre otras cosas.

## Equipo

### Presentador
| Presentador      | Profesión    | Duración        | Temporadas |
| ---------------- | ------------ | --------------- | ---------- |
| Mamen Mendizábal | Presentadora | 2022 - presente | 1          |

## Temporadas y audiencias

### Temporada 1 (2022)
| Programa | Título          | Invitad@s                                                                  | Fecha de emisión | Audiencia      |
| -------- | --------------- | -------------------------------------------------------------------------- | ---------------- | -------------- |
| 1        | Amén            | Oriol Junqueras > Mario Vaquerizo Alberto San Juan < Ana Iris Simón        | 10/03/2022       | 973 000 (7,0%) |
| 2        | Machos          | Santiago Cañizares > José Bono Marc Giró < Maikel Delacalle                | 17/03/2022       | 746 000 (5,2%) |
| 3        | Libres          | Luz Sánchez-Mellado > Esperanza Aguirre Mala Rodríguez < Carolina Iglesias | 24/03/2022       | 652 000 (4,8%) |
| 4        | Odio            | Toni Cantó > James Rhodes Josep Pedrerol < Mariló Montero                  | 31/03/2022       | 590 000 (4,3%) |
| 5        | Amores          | Samantha Hudson > Manuela Carmena Juanma López Iturriaga < Judit Mascó     | 07/04/2022       | 566 000 (4,1%) |
| 6        | Felicracia      | Josef Ajram > Iñigo Errejón Anne Igartiburu < Yolanda Ramos                | 21/04/2022       | 461 000 (3,3%) |
| 7        | Mascotas        | Eduardo Iturralde > Cristina Cifuentes Edu Galán < Monica Carrillo         | 28/04/2022       | 360 000 (2,6%) |
| 8        | Citas           | Lorena Castell > Carmen Lomana Eduardo Rubiño < Juan y Medio               | 05/05/2022       | 378 000 (2,8%) |
| 9        | Lucha de clases | Ana Morgade > Cayetano Martínez de Irujo Gabriel Rufián < Daniel Guzmán    | 12/05/2022       | 752 000 (5,8%) |
| 10       | Inmortales      | Susana Díaz > Santiago Segura Bibiana Fernández < Juan José Millas         | 19/05/2022       | 525 000 (4,1%) |

## Audiencias

### Encuentros inesperados: Temporadas
| Edición                                   | Fecha | Cadena   | Audiencia      |
| ----------------------------------------- | ----- | -------- | -------------- |
| Encuentros inesperados: Primera temporada | 2022  | La Sexta | 600 000 (4,4%) |